# مایو شیمیزو
مایو شیمیزو (انگلیسی: Mayu Shimizu؛ زادهٔ ۱۹ ژانویهٔ ۱۹۹۸) بازیکن راگبی ۷ نفره اهل ژاپن است.